# Campionati europei di maratona canoa/kayak 2011
I Campionati europei di maratona canoa/kayak 2011 sono stati la 9ª edizione della competizione continentale. Si sono svolti a Saint-Jean-de-Losne, in Francia. dal 20 al 24 luglio 2011.

## Medagliere
| Pos.   | Paese      | Oro | Argento | Bronzo | Totale |
| ------ | ---------- | --- | ------- | ------ | ------ |
| 1      | Ungheria   | 2   | 0       | 2      | 4      |
| 2      | Portogallo | 2   | 0       | 0      | 2      |
| 3      | Francia    | 1   | 1       | 0      | 2      |
| 4      | Italia     | 1   | 0       | 0      | 1      |
| 5      | Spagna     | 0   | 3       | 1      | 4      |
| 6      | Danimarca  | 0   | 1       | 0      | 1      |
| 6      | Germania   | 0   | 1       | 0      | 1      |
| 8      | Rep. Ceca  | 0   | 0       | 1      | 1      |
| 8      | Croazia    | 0   | 0       | 1      | 1      |
| 8      | Polonia    | 0   | 0       | 1      | 1      |
| Totale | Totale     | 6   | 6       | 6      | 18     |

## Podi

### Uomini
| Evento    | Oro                                | Perform. | Argento                                     | Perform  | Bronzo                                   | Perform. |
| Canoa C-1 | Nuno Barros                        | 2h07'26" | Matthias Ebhardt                            | 2h07'47" | Nikica Ljubek                            | 2h11'09" |
| Canoa C-2 | Ungheria Márton Kövér Attila Györe | 1h58'21" | Spagna Óscar Graña Ramón Ferro              | 1h58'55" | Polonia Mateusz Kamiński Bartosz Pławski | 2h01'43" |
| Kayak K-1 | José Ramalho                       | 2h11'38" | Manuel Busto Fernández                      | 2h11'43" | Milan Noe                                | 2h12'59" |
| Kayak K-2 | Francia Edwin Lucas Romain Marcaud | 2h04'55" | Spagna Walter Bouzan Álvaro Fernández Fiuza | 2h04'57" | Rep. Ceca Tomáš Ježek Petr Jambor        | 2h05'14" |

### Donne
| Evento    | Oro                                      | Punti    | Argento                                 | Punti    | Bronzo                                  | Punti    |
| Kayak K-1 | Anna Alberti                             | 2h06'17" | Birgit Pontoppidan                      | 2h06'18" | Krisztina Bedocs                        | 2h06'38" |
| Kayak K-2 | Ungheria Alexandra Bara Krisztina Bedocs | 1h59'02" | Francia Gwendoline Morel Inès Devraines | 1h59'03" | Spagna Naiara Gomez María Pérez Pineiro | 1h59'27" |